# Reverolle

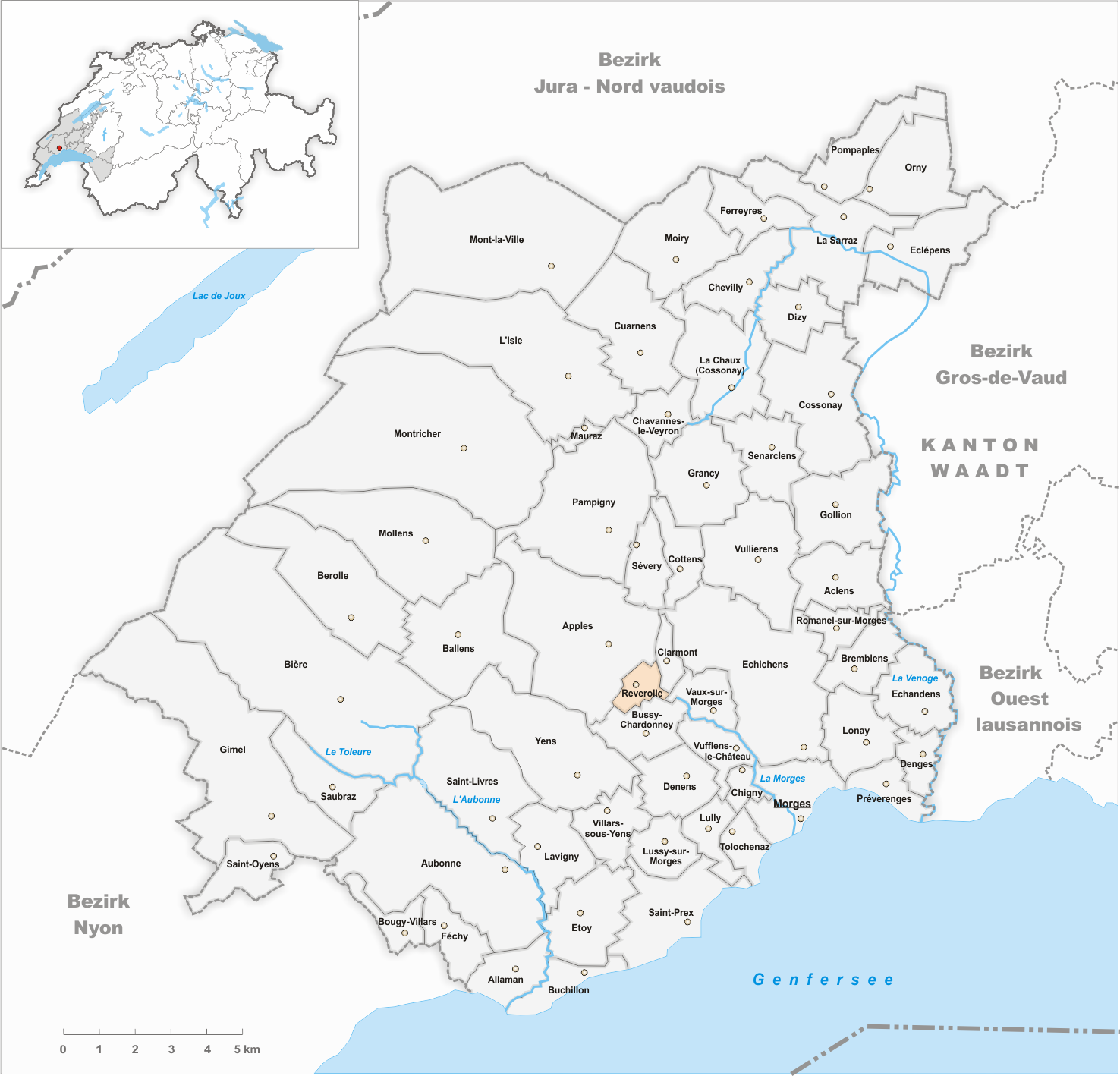
Gemeindestand vor der Fusion am 1. Juli 2021

Reverolle ist ein Ort in der politischen Gemeinde Hautemorges im Bezirk Morges des Kantons Waadt in der Schweiz.
Am 1. Juli 2021 fusionierte Reverolle mit den Gemeinden Apples, Bussy-Chardonney, Cottens, Pampigny und Sévery zur Gemeinde Hautemorges.

## Geographie
Reverolle liegt auf 585 m ü. M., 6 km nordwestlich der Bezirkshauptstadt Morges (Luftlinie). Das Dorf erstreckt sich an einem nach Südosten geneigten Hang über der breiten Talmulde der Morges, im Waadtländer Mittelland, an aussichtsreicher Lage rund 200 m über dem Seespiegel des Genfersees.
Die Fläche des nur gerade 1,2 km² grossen Gemeindegebiets umfasst einen kleinen Abschnitt des Waadtländer Mittellandes im Hinterland von Morges. Der Gemeindeboden erstreckt sich am Hang von Reverolle, reicht im Südosten bis in die Mulde des Flüsschens Morges, und umfasst im Westen einen Abschnitt des Baches Curbit. Die höchste Erhebung von Reverolle wird mit 615 m ü. M. unterhalb der zu Apples gehörenden Siedlung La Motte erreicht. Von der Gemeindefläche entfielen 1997 15 % auf Siedlungen, 2 % auf Wald und Gehölze und 83 % auf Landwirtschaft.
Nachbargemeinden von Reverolle sind Apples, Clarmont, Vaux-sur-Morges und Bussy-Chardonney.

## Bevölkerung
Mit 412 Einwohnern (Stand 31. Dezember 2020) gehört Reverolle zu den kleinen Gemeinden des Kantons Waadt. Von den Bewohnern sind 94,1 % französischsprachig, 2,5 % deutschsprachig und 1,6 % portugiesischsprachig (Stand 2000). Die Bevölkerungszahl von Reverolle belief sich 1900 auf 198 Einwohner. Nachdem die Bevölkerung bis 1960 auf 119 Einwohner abgenommen hatte, wurde wieder eine rasante Zunahme mit einer Verdreifachung der Einwohnerzahl innerhalb von 40 Jahren verzeichnet.

## Wirtschaft
Reverolle war bis in die zweite Hälfte des 20. Jahrhunderts ein vorwiegend durch die Landwirtschaft geprägtes Dorf. Noch heute haben der Ackerbau und der Weinbau eine wichtige Bedeutung in der Erwerbsstruktur der Bevölkerung. Am Hang unterhalb des Dorfes gibt es ein grösseres Weinbaugebiet. Weitere Arbeitsplätze sind im lokalen Kleingewerbe und im Dienstleistungssektor vorhanden. Reverolle besitzt eine Weinhandlung. In den letzten Jahrzehnten hat sich das Dorf dank seiner attraktiven Lage zu einer Wohngemeinde entwickelt. Viele Erwerbstätige sind deshalb Wegpendler, die vor allem in Lausanne und in Morges arbeiten.

## Verkehr
Die Gemeinde ist verkehrstechnisch gut erschlossen. Sie liegt nahe der Hauptstrasse von Morges nach Bière. Der Autobahnanschluss Morges-Ouest an der 1964 eröffneten A1 (Genf-Lausanne) ist rund 6 km vom Ort entfernt. Durch einen Postautokurs, der von Morges nach Apples verkehrt, ist Reverolle an das Netz des öffentlichen Verkehrs angeschlossen. Auf dem Gemeindegebiet von Apples befindet sich der Bahnhof Reverolle an der am 1. Juli 1895 in Betrieb genommenen Schmalspurbahn Bière–Apples–Morges.

## Geschichte
Die erste urkundliche Erwähnung des Ortes erfolgte 1177 unter dem Namen Ruvilora. Später erschienen die Bezeichnungen Revirola (1223), Riveroula (1228), Riverulaz (1281), Reverola im 17. Jahrhundert und Reverolle seit dem 19. Jahrhundert. Der Ortsname leitet sich vom lateinischen Wort roboretum (Eichenhain) ab.
Seit dem Mittelalter unterstand die kleine Herrschaft Reverolle den Herren von Colombier. Mit der Eroberung der Waadt durch Bern im Jahr 1536 kam das Dorf unter die Verwaltung der Kastlanei Vullierens in der Vogtei Morges. Nach dem Zusammenbruch des Ancien Régime gehörte Reverolle von 1798 bis 1803 während der Helvetik zum Kanton Léman, der anschliessend mit der Inkraftsetzung der Mediationsverfassung im Kanton Waadt aufging. 1798 wurde es dem Bezirk Morges zugeteilt.

## Sehenswürdigkeiten
Die seit 1177 erwähnte Kirche von Reverolle gehörte den Chorherren des Grossen Sankt Bernhards. Der heutige Bau stammt zu grossen Teilen aus dem 18. Jahrhundert.

## Persönlichkeiten
- Henri-Ferdinand Lavanchy (1926–2012), der spätere Gründer der Firma Adecco, wurde in Reverolle geboren.